# John Kennedy (cầu thủ bóng đá người Anh)
John Kennedy (sinh ngày 19 tháng 8 năm 1978) là một cầu thủ bóng đá người Anh thi đấu cho Bury Town.
Kennedy bắt đầu sự nghiệp tại Ipswich Town, có 8 trận quốc nội, và hai lần được cho mượn đến Morecambe. Sau khi bị Ipswich giải phóng hợp đồng năm 1999, ông kí hợp đồng với Canvey Island, và sau đó Histon, trước khi đầu quân cho Cambridge City. Cuối mùa giải 2010-11 ông kí hợp đồng với Bury Town.